# Азербайджанский университет туризма и менеджмента
Азербайджанский университет туризма и менеджмента (азерб. Azərbaycan Turizm və Menecment Universiteti) — высшее учебное заведение Азербайджана по подготовке специалистов в области туризма и гостеприимства.

## История
13 февраля 2006 года постановлением Кабинета Министров Азербайджана в целях подготовки специалистов, отвечающих требованиям международного туризма, учреждён Азербайджанский институт туризма. 
22 декабря 2014 года на базе Азербайджанского института туризма создан Азербайджанский университет туризма и менеджмента. 
6 февраля 2015 года состоялось последнее заседание Ученого совета Азербайджанского института туризма и первое заседание Азербайджанского университета туризма и менеджмента.

## Общие сведения
Университет получил сертификат TedQual Всемирной туристской организации для бакалавриата и магистратуры.
Университет тесно сотрудничает с такими иностранными университетами как Университет прикладных наук Вильхелмшавен (FHOOW) города Ольденбург (Германия), Американский университет Гирне (Кипр), Восточно-Средиземноморским университет Северного Кипра, Гавайский университет (США), Астраханский государственный технический университет, Московский государственный гуманитарный университет имени М. А. Шолохова.
28 ноября 2024 года Агентством по обеспечению качества образования Азербайджана выдана государственная аккредитация на очередные 5 лет.

## Структура
В институте функционирует 3 факультета и 9 кафедр. 
Факультеты:
- Факультет туризма и гостеприимства
- Факультет управления бизнесом
- Факультет социального менеджмента

Обучение ведётся по следующим специальностям:
- Менеджмент туризма и отдыха
- Менеджмент туризма и гостеприимства
- Маркетинг туризма и гостеприимства
- Организация медицинских услуг в санаториях и курортных заведениях
- Здоровье и курорт
- Туризм культуры и искусства
- Спортивный туризм
- Лингвистика

Действует бакалавриат, магистратура, докторантура.
Действует научный совет в составе 33 чел.

## Международное сотрудничество
Реализуется программа сотрудничества с Университетом прикладных наук Кремса (Австрия). Студенты, окончившие программу Университета Кремса, получают двойной диплом и Азербайджанского института туризма и менеджмента, и Университета Кремса.
Преподаватели Университета Кремса читают лекции в Институте туризма и менеджмента.
Осуществляется программа обмена студентов и академических работников в рамках UNWTO.TedQual.

## Ректоры
- Джафар Джафаров (2006 — 23 июня 2016)[9][10][11]
- Ильхам Мадатов (c 11 сентября 2017)[12][13]